# Jan Raas
Jan Raas est un coureur cycliste sur route néerlandais, né à Heinkenszand le 8 novembre 1952.
Coureur à lunettes comme son compatriote Gerrie Knetemann, il fait comme lui les beaux jours de l'équipe TI-Raleigh de Peter Post en 1975 d'abord puis de 1978 à 1983. Il succédera d'ailleurs à ce même Knetemann au palmarès du championnat du monde sur route 1979, qu'il enlève à Fauquemont en battant au sprint DietrichThurau après une course entachée de nombreuses irrégularités.
Habitué du Tour de France, il anime les étapes de plaine où sa pointe de vitesse lui permet d'emporter dix étapes. Allergique à la haute montagne, c'est avant tout un coureur de classiques : il remporte notamment Paris-Roubaix en 1982 et deux fois le Tour des Flandres. Sa course préférée reste la classique néerlandaise Amstel Gold Race, dont il détient le record de victoires. Un grave accident dans Milan-San Remo 1984 abrège sa carrière. Il annonce sa retraite le 28 mai 1985.
Directeur sportif jusqu'en 1995, il devient manager chez Rabobank jusqu'en 2003.

## Biographie

### Directeur sportif
À la suite de sa carrière professionnelle, Jan Raas devient directeur sportif de son équipe Kwantum, qui change à plusieurs reprises de sponsor au cours des années suivantes. En 1993, l'équipe est sponsorisée par WordPerfect, puis par Novell en 1995, à la suite du rachat du premier par le second. Raas est alors le manager de l'équipe, poste qu'il conserve l'année suivante lorsque l'équipe devient Rabobank, et jusqu'à ce qu'il la quitte en 2003. En 1995, il bâtit son équipe, d'un budget de 5 millions d'euros, autour du sprinteur ouzbek Djamolidine Abdoujaparov.

## Polémique
La victoire de Jan Raas aux championnats du monde de 1979 a été obtenue dans des circonstances qui ont été largement commentées par la presse spécialisée. Voici ce qu'on lit dans le Miroir du Cyclisme no 273 de septembre 1979 : « Raas et ses trucages – Dans ce journal, on n'a jamais caché l'admiration portée aux champions hollandais qui ont si souvent ces dernières années animé les plus grandes courses. Et pour Jan Raas en particulier. Il faut donc savoir dire aujourd'hui à ce dernier que sa victoire dans cette "classique" baptisée championnat du monde nous laisse un mauvais souvenir. Les coureurs eux-mêmes et tous les téléspectateurs, ont pu le voir accroché à ses équipiers dans les points difficiles de la course là où les autres laissaient  des forces vitales pour la fin. Cela s'appelle tricher vis-à-vis du sport et de ses adversaires. Mais quand on sait que les « sponsors » hollandais avaient promis 125 millions d'anciens francs à "leur" équipe, on comprend que tricher n'a plus de sens ! Et puis Jan Raas a récidivé en fin de course en se livrant, avec ses sept compagnons d'échappée, à une comédie indigne d'un champion. Restant en queue de groupe, faisant mine de réclamer son directeur sportif, ou de se renseigner sur l'avance du groupe, cela lui permit de ne pas prendre un relais et de laisser les autres, et notamment Thurau, s'épuiser à assurer le train, puis à courir après André Chalmel. Indigne d'un champion, oui, à plus forte raison d'un champion du monde. Jan Raas a pourtant prouvé ailleurs qu'il avait d'autres arguments que ceux-là ! »

## Palmarès sur route

### Palmarès amateur
- 1972
  -  Champion de Zélande sur route
  - 5e étape de l'Olympia's Tour
  - 3e de l'Omloop van de Braakman
- 1973
  - Ronde van Midden-Nederland
  - Omloop van Zeeuws-Vlaanderen
  - 2e de l'Omloop van de Baronie
  - 3e de Courtrai-Gammerages
  - 3e du Ronde van Midden-Zeeland
  - 3e de l'Omloop van het Zuiden
- 1974
  -  Champion des Pays-Bas sur route amateurs
  - 7ea et 8e étapes de l'Olympia's Tour
  - 1re étape du Circuit de Flandre zélandaise
  - 2e du championnat de Zélande sur route
  - 2e du Tour de Drenthe
  - 2e de l'Omloop van de Braakman
  - 3e du Ronde van Oud-Vossemeer

### Palmarès professionnel
- 1975
  - Grand Prix Docteur Tistaert
  - 2e du Circuit du Meetjesland
  - 3e de la Nokere Koerse
  - 5e de Tours-Versailles
- 1976
  -  Champion des Pays-Bas sur route
  - 4e étape du Tour de Belgique
  - Grand Prix de Péruwelz
  - 2e de Seillans-Draguignan
  - 2e de l'Amstel Gold Race
  - 2e du Circuit des Trois Provinces (Avelgem)
  - 2e du Grand Prix du canton d'Argovie
  - 7e de Paris-Roubaix
  - 8e du championnat du monde sur route
  - 8e de Tours-Versailles
- 1977
  - 1re étape du Tour méditerranéen
  - Milan-San Remo
  - Amstel Gold Race
  - 6e étape du Tour de France
  - Ruddervoorde Koerse
  - 2e du Circuit Het Volk
  - 3e du Tour des Flandres
  - 6e de Paris-Roubaix
  - 8e de Paris-Nice
- 1978
  - Grand Prix d'Antibes
  - Grand Prix de Monaco
  - Amstel Gold Race
  - 4e étape des Quatre Jours de Dunkerque
  - 3e étape du Tour de Suisse
  - Prologue, 1rea et 19e étapes du Tour de France
  - 2e étape du Tour des Pays-Bas
  - Paris-Bruxelles
  - Blois à l'autodrome de Montlhéry
  - 2e du Grand Prix E3
  - 2e du championnat des Pays-Bas sur route
  - 2e du Grand Prix d'Orchies
  - 3e du Circuit Het Volk
  - 3e de Paris-Roubaix
  - 5e du Super Prestige Pernod
  - 7e des Quatre Jours de Dunkerque
- 1979
  -  Champion du monde sur route
  - Prologue et 5eb étape du Tour méditerranéen
  - 3e étape de Paris-Nice
  - Grand Prix E3
  - Tour des Flandres
  - Amstel Gold Race
  - 1reb étape du Tour de Belgique
  - 5e étape du Tour de France
  - 4e étape du Tour d'Allemagne
  - Tour des Pays-Bas :
    - Classement général
    - Prologue et 2e étape

  - 2e du Grand Prix d'Antibes
  - 2e du Circuit Het Volk
  - 2e du Ronde van Midden-Zeeland
  - 3e d'À travers la Belgique
  - 3e de Gand-Wevelgem
  - 3e du Championnat des Pays-Bas sur route
  - 3e de Blois-Chaville
  - 5e de Paris-Roubaix
  - 5e du Super Prestige Pernod
- 1980
  - 3e étape de l'Étoile de Bessèges
  - 2e et 3eb étapes du Tour méditerranéen
  - Grand Prix de Cannes
  - Kuurne-Bruxelles-Kuurne
  - 1reb étape de Paris-Nice
  - Grand Prix E3
  - Amstel Gold Race
  - 3e étape du Tour de Belgique
  - Prologue et 1re étape du Tour de Luxembourg
  - 1rea, 7eb et 9e étapes du Tour de France
  - 3e étape du Tour des Pays-Bas
  - 3e de Milan-San Remo
  - 3e du Tour des Flandres
  - 3e d'À travers la Belgique
  - 3e du Grand Prix de l'Escaut
  - 6e de Gand-Wevelgem
- 1981
  - Grand Prix de Largentière
  - Étoile de Bessèges :
    - Classement général
    - Prologue, 1re et 3e étapes

  - 3eb étape du Tour méditerranéen
  - Circuit Het Volk
  - Grand Prix E3
  - Gand-Wevelgem
  - Grand Prix Jef Scherens
  - Blois-Chaville
  - 2e de Paris-Bruxelles
  - 2e du Circuit de la vallée de la Lys
  - 3e du Tour des Flandres
  - 3e du Super Prestige Pernod
  - 5e de l'Amstel Gold Race
- 1982
  - Prologue de l'Étoile de Bessèges
  - À travers la Belgique
  - Paris-Roubaix
  - Amstel Gold Race
  - 6e étape du Tour de France
  - Prologue du Tour des Pays-Bas
  - 2e du Grand Prix d'Aix-en-Provence
  - 2e du Tour des Pays-Bas
  - 4e des Quatre Jours de Dunkerque
  - 6e du Super Prestige Pernod
  - 7e de Paris-Bruxelles
- 1983
  -  Champion des Pays-Bas sur route
  - La Marseillaise
  - Kuurne-Bruxelles-Kuurne
  - 1rea étape des Trois Jours de La Panne
  - Tour des Flandres
  - Tour de Zélande centrale
  - 2e du Circuit Het Volk
  - 2e d'À travers la Belgique
  - 2e de Gand-Wevelgem
  - 3e de Milan-San Remo
  - 3e de l'Amstel Gold Race
  - 3e de Blois-Chaville
  - 4e du Super Prestige Pernod
  - 10e des Quatre Jours de Dunkerque
- 1984
  -  Champion des Pays-Bas sur route
  - 9e étape du Tour de France

### Résultats sur les grands tours

#### Tour de France
8 participations
- 1976 : 83e
- 1977 : non-partant (15ea étape), vainqueur de la 6e étape
- 1978 : 24e, vainqueur du prologue, des 1rea et 19e étapes,  maillot jaune pendant 2 jours
- 1979 : abandon (9e étape), vainqueur de la 5e étape
- 1980 : abandon (13e étape), vainqueur des 1rea, 7eb et 9e étapes
- 1982 : abandon (15e étape), vainqueur de la 6e étape
- 1983 : abandon (4e étape)
- 1984 : abandon (11e étape), vainqueur de la 9e étape

## Palmarès sur piste
- 1978
  - 2e des Six jours de Londres (avec Gerrie Knetemann)
- 1980
  - Six jours de Rotterdam (avec René Pijnen)
- 1981
  - 2e des Six jours de Rotterdam (avec René Pijnen)
- 1983
  - 2e des Six jours de Rotterdam (avec Gert Frank)
  - 3e des Six jours de Brême (avec Gert Frank)
- 1984
  - 2e du championnat des Pays-Bas de course aux points

## Distinctions
- Sportif néerlandais de l'année : 1979
- Challenge Boule-d'Or-Clicteur en 1981
- Cycliste néerlandais de l'année : 1983